# Cadre-45/2-Weltmeisterschaft 1932

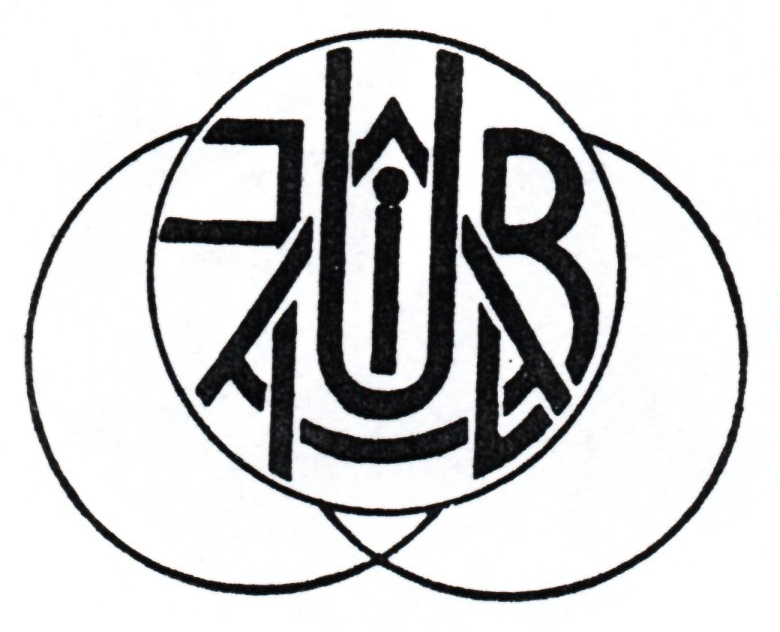
Logo UIFAB (ausrichtender Verband)

Veranstaltungsort: New York City

Die Cadre-45/2-Weltmeisterschaft 1932 war die 25. Weltmeisterschaft, die bis 1947 im Cadre 45/2 und ab 1948 im Cadre 47/2 ausgetragen wurde. Das Turnier fand vom 24. März bis zum 1. April 1932 in New York City statt. Es war die zweite Amateur-Billard-Weltmeisterschaft in den Vereinigten Staaten.

## Geschichte
Nach Turnierende hatten Albert Poensgen und Gustave van Belle jeweils 14:2 Matchpunkte. Nach den damaligen Statuten musste eine Stichpartie über den Sieger entscheiden. Damit verteidigte Albert Poensgen seinen 1931 erspielten Weltmeistertitel. In keiner Phase der Stichpartie kam van Belle ins Spiel und verlor relativ deutlich. Die einzige im normalen Turnierverlauf verlorene Partie brachte Poensgen der Ägypter Edmond Soussa in 17 Aufnahmen bei. Eine gute Leistung zeigte der zweite Deutsche Carl Foerster in der Partie gegen den Amerikaner Worth Bergherm, die er in 15 Aufnahmen gewann.

## Turniermodus
Es wurde im Round Robin System bis 400 Punkte gespielt. Bei MP-Gleichstand (außer bei Punktgleichstand beim Sieger) wird in folgender Reihenfolge gewertet:
1. MP = Matchpunkte
2. GD = Generaldurchschnitt
3. HS = Höchstserie

## Abschlusstabelle

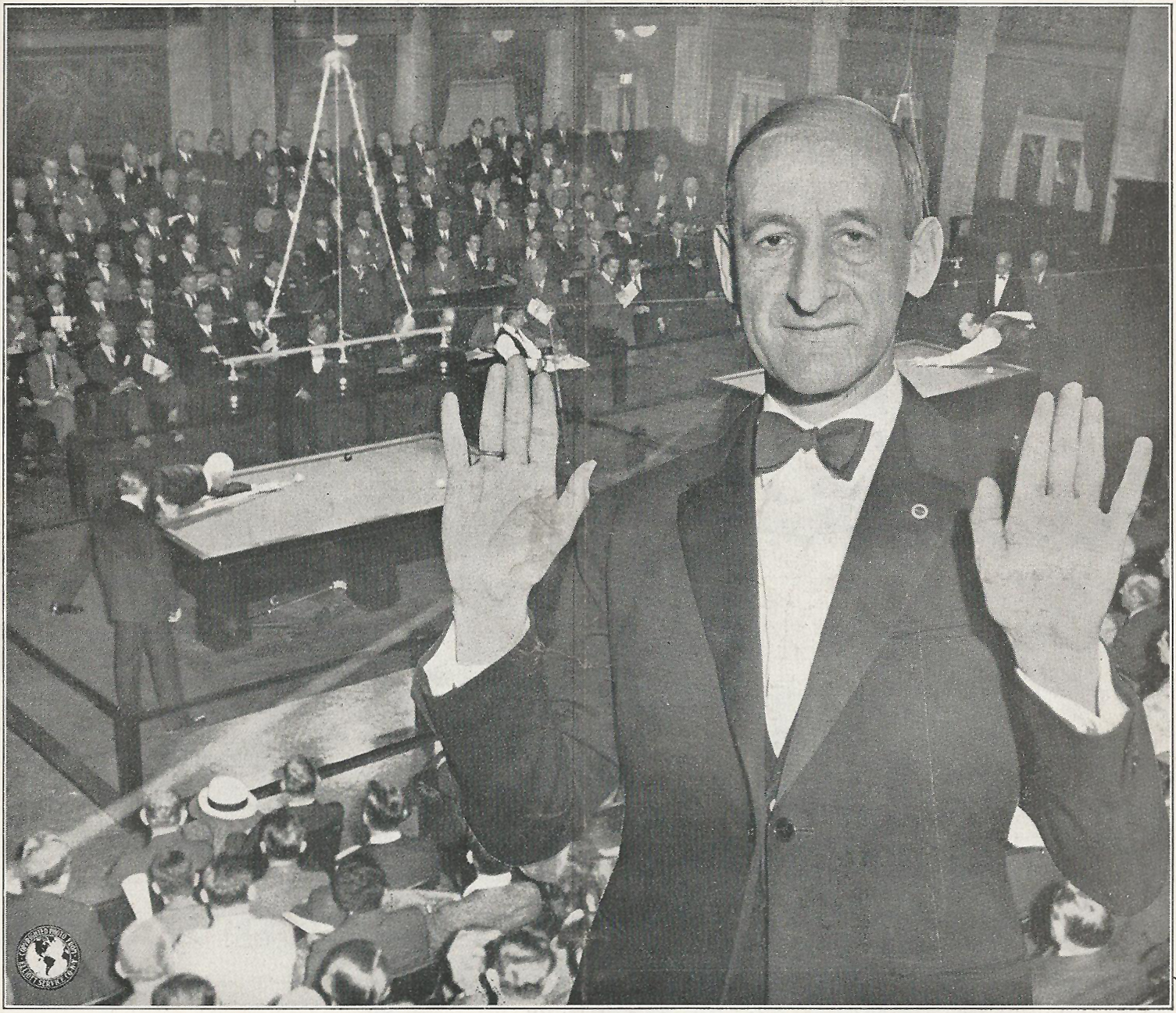
Der Sieger Albert Poensgen. Blick in den Turniersaal im „Elks Club“ bei seiner Titelverteidigung. Am Tisch links spielt Carl Foerster (GER), stehend daneben Schiedsrichter Albert Cutler. Am rechten Tisch spielt Worth Bergherm (USA), auf dem Stuhl zwischen beiden Tischen sitzt Francis S. Appleby (USA).

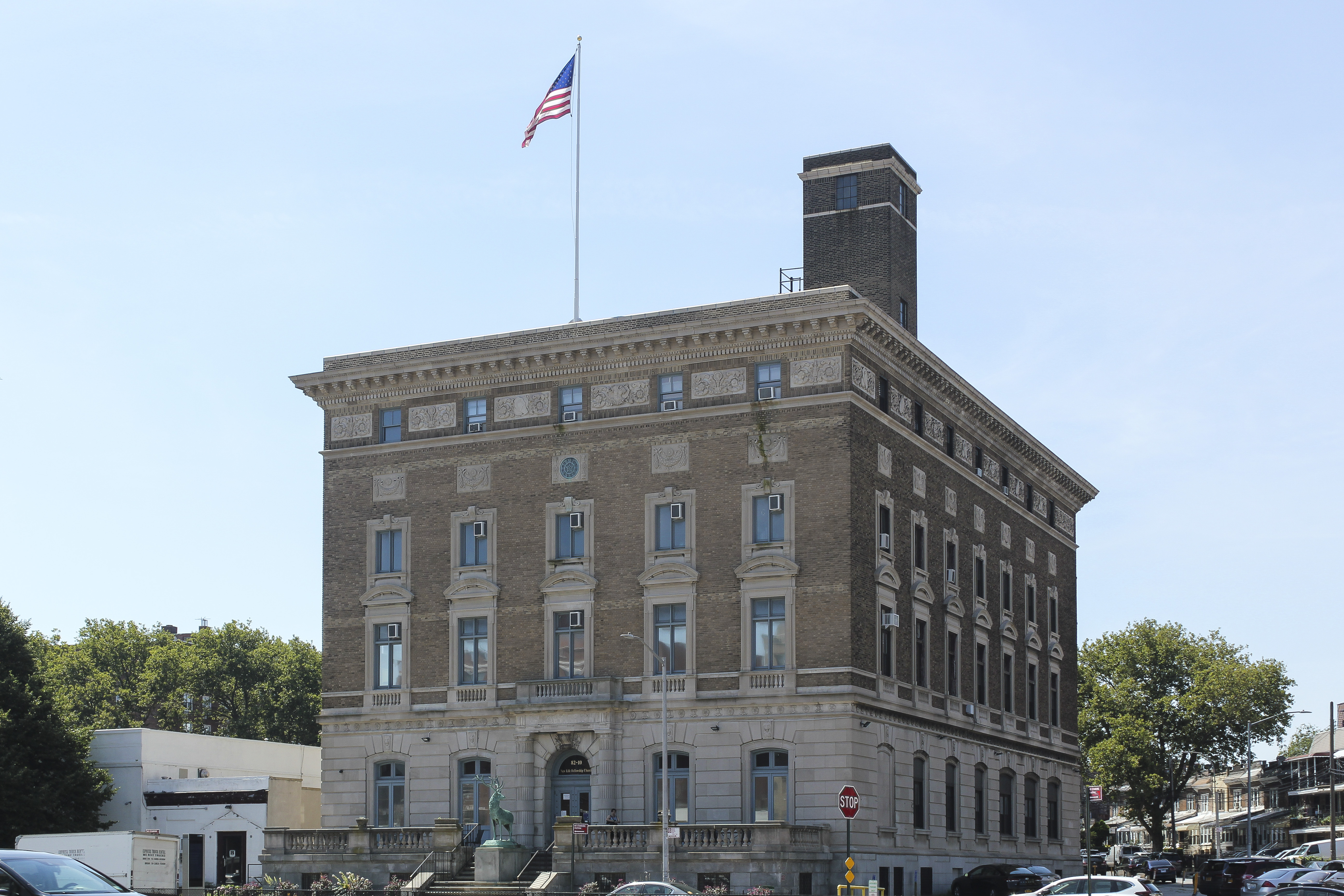
Elks Club New York City

| MP    | Match Points (Sieger = 2; Unentschieden = 1; Verlierer = 0) |
| Pkte. | Erzielte Karambolagen                                       |
| Aufn. | Benötigte Versuche                                          |
| GD    | Generaldurchschnitt                                         |
| BED   | Bester Einzeldurchschnitt eines Spielers                    |
| HS    | Höchstserie                                                 |
|       | Bester GD des Turniers                                      |
|       | Bester ED des Turniers                                      |
|       | Beste HS des Turniers                                       |
|       | 1. Platz (Gold)                                             |
|       | 2. Platz (Silber)                                           |
|       | 3. Platz (Bronze)                                           |

| Platz                                        | Name               | MP   | Pkte. | Aufn. | GD     | BED   | HS  |
| -------------------------------------------- | ------------------ | ---- | ----- | ----- | ------ | ----- | --- |
| 1                                            | Albert Poensgen    | 14:2 | 2901  | 182   | 15,93  | 36,36 | 170 |
| 2                                            | Gustave van Belle  | 14:2 | 3006  | 212   | 14,17  | 19,04 | 144 |
| 3                                            | Edmond Soussa      | 12:4 | 3044  | 162   | 18,79  | 80,00 | 181 |
| 4                                            | Albert Corty       | 12:4 | 3008  | 206   | 14,60  | 23,52 | 102 |
| 5                                            | Alfredo Ferraz     | 6:10 | 2245  | 212   | 10,589 | 13,79 | 70  |
| 6                                            | Francis S. Appleby | 6:10 | 2435  | 230   | 10,586 | 11,42 | 102 |
| 7                                            | Carl Foerster      | 4:12 | 2455  | 203   | 12,09  | 26,66 | 114 |
| 8                                            | Jan Dommering      | 2:14 | 2116  | 238   | 8,89   | 15,38 | 86  |
| 9                                            | Worth Bergherm     | 2:14 | 2048  | 246   | 8,32   | 10,25 | 92  |
| Turnierdurchschnitt: 12,29                   |                    |      |       |       |        |       |     |
| Stichpartie                                  |                    |      |       |       |        |       |     |
| -                                            | Albert Poensgen    | 2:0  | 400   | 17    | 23,52  | 23,52 | 119 |
| -                                            | Gustave van Belle  | 0:2  | 180   | 17    | 10,58  | –     | 54  |
| nach Stichpartie                             |                    |      |       |       |        |       |     |
| 1                                            | Albert Poensgen    | 16:2 | 3301  | 199   | 16,58  | 36,36 | 170 |
| 2                                            | Gustave van Belle  | 14:4 | 3186  | 229   | 13,91  | 19,04 | 144 |
| Turnierdurchschnitt: 12,38 (mit Stichpartie) |                    |      |       |       |        |       |     |